# Lymfocyty infiltrující nádory
Lymfocyty infiltrující nádory (anglicky Tumor infiltrating lymphocytes, zkráceně TIL) jsou populací lymfocytů, které jsou nacházeny v nádoru. Nejčastěji se jedná o T-lymfocyty, B-lymfocyty nebo NK buňky. Spolu s dalšími leukocyty (například makrofágy asociovanými s nádory, neutrofily, monocyty, dendritickými buňkami) i jinými buněčnými typy, jako jsou fibroblasty, poté vytváří nádorové mikroprostředí. Imunitní systém disponuje mechanismy, kterými dokáže ve většině případů velmi efektivně eliminovat nádorové buňky a potlačovat rozvoj nádoru. V případě lymfocytů a jiných leukocytů přítomných v nádoru jsou tyto mechanismy často potlačené nebo paradoxně tyto buňky podporují rozvoj nádoru.

## Role lymfocytů v nádoru

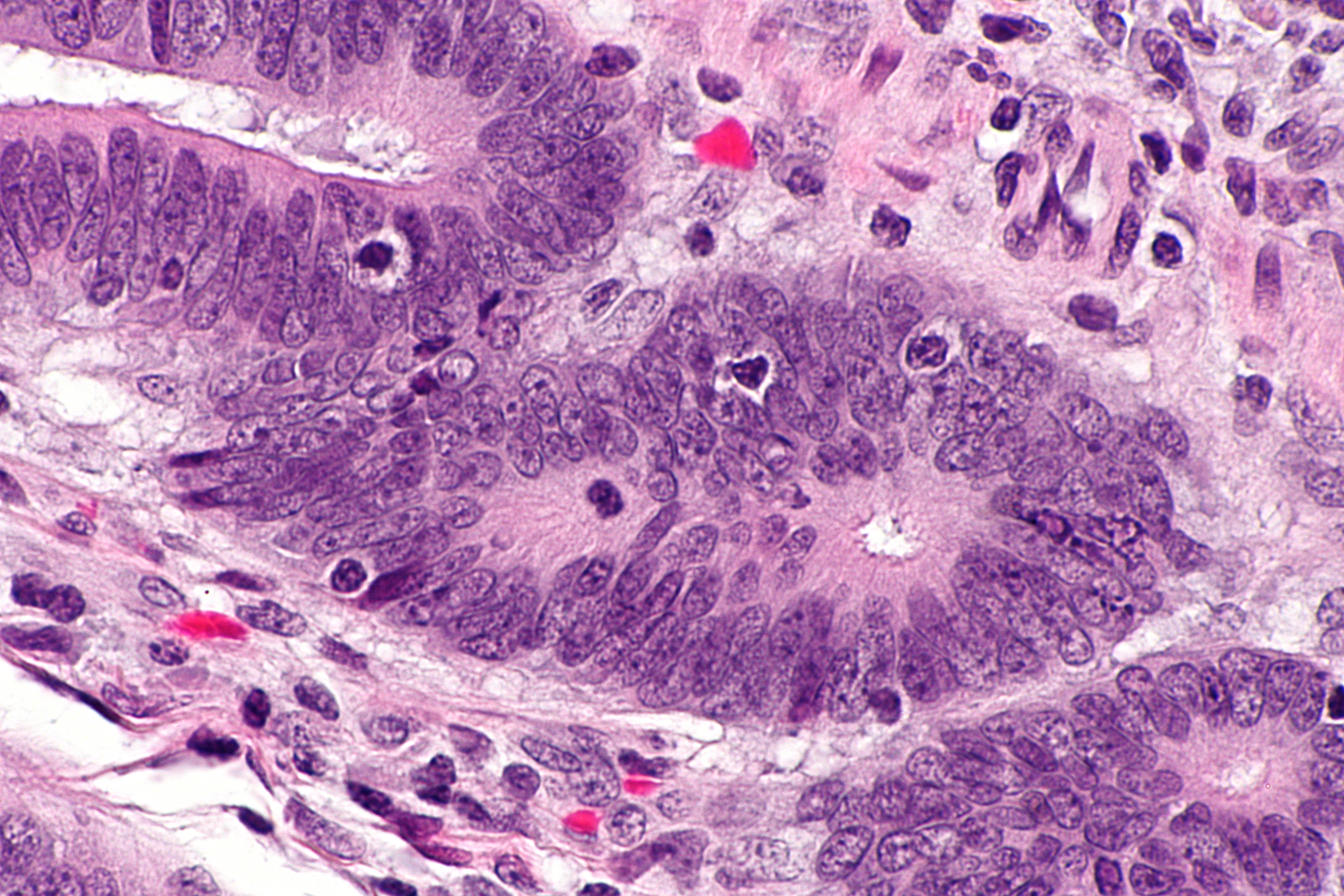
Snímek ukazuje lymfocyty infiltrující nádory, v tomto případě kolorektální karcinom. Jedná se o buňky s tmavými kulatými jádry ohraničenými světlou cytoplazmou. Barvení hematoxylinem a eosinem.

Nejvýznamnější roli v rozpoznání a následné eliminaci nádorových buněk hrají CD8+ cytotoxické T lymfocyty, které jsou schopné rozpoznat nádorové buňky a pomocí sekrece granzymu a perforinu je zlikvidovat. Podobnou schopnost mají také NK buňky, které spolu s Th1 lymfocyty v nádoru mohou sekretovat IFN-γ, jenž má za následek například polarizaci makrofágů k protinádorovému M1 fenotopu. V nádoru přítomné B lymfocyty mohou také působit protinádorově. Th2 lymfocyty a regulační T lymfocyty naopak působí supresivně, a tak potlačují efektivní protinádorovou odpověď ostatních imunitních buněk. Protinádorový efekt lymfocytů přítomných v nádorech je ovšem často potlačen samotnými nádorovými buňkami, které například na svém povrchu nesou molekuly inhibující T buněčnou odpověď - CTLA-4 a PD-L1 

## Využití lymfocytů infiltrujících nádory v terapii
Přítomnost lymfocytů v nádoru, především CD8+ cytotoxických T lymfocytů, je většinou spojena s pozitivní prognózou terapie nádoru. Existuje také adoptivní T buněčná terapie. Jejím principem je izolace T lymfocytů z nádoru pacienta (chirurgicky odstraněného). Tyto buňky jsou většinou specifické proti antigenům nádoru, ale jsou utlumené z důvodu nepřítomnosti kostimulačních signálů. Izolované T lymfocyty jsou poté namnoženy a aktivovány ex vivo a nitrožilně navráceny pacientovi. Adoptivní T buněčná terapie má velký potenciál v léčbě nádorů zapříčiněných viry, například lymfomu způsobeného virem Epstein-Barrové. Velmi slibné je její použití také v případě metastatického melanomu, kdy použití adoptivní T buněčné terapie spolu s podáváním IL-2 vyvolalo výraznou protinádorovou odpověď u více než poloviny pacientů, u přibližně pětiny pacientů došlo k úplné, dlouhodobé regresi nádoru. Studie také ukazují vyšší účinnost adoptivní T buněčné terapie při současném použití blokačních protilátek proti inhibujícím molekulám, jako je CTLA-4.